# Victoriabron, Montréal

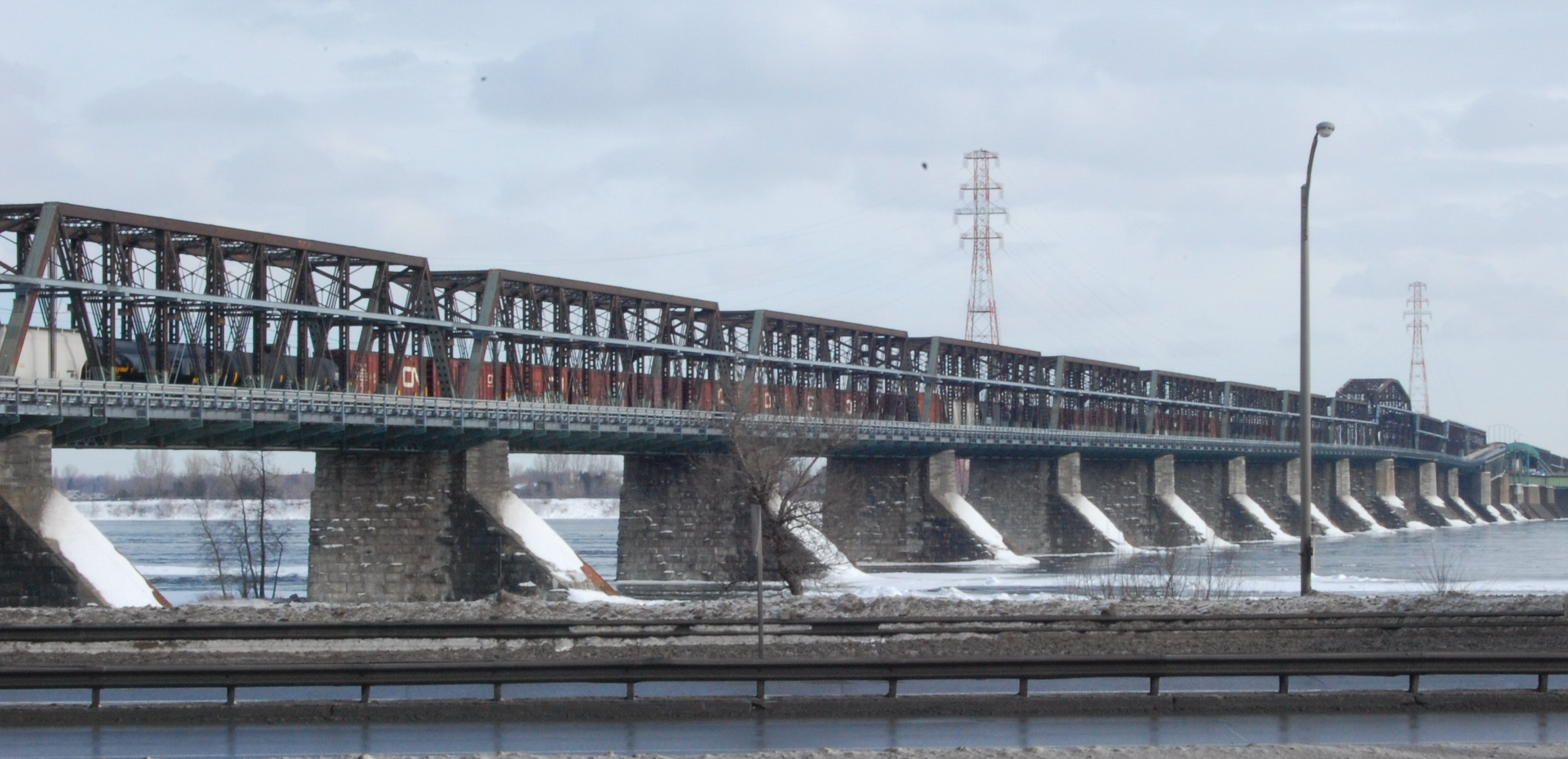
Victoriabron sedd uppströms ifrån.

Victoriabron (franska: Pont Victoria, engelska: Victoria Bridge), tidigare benämnd Victoria Jubilee Bridge, är en bro över Saint Lawrencefloden i Québec, som kopplar samman Montréal med staden Saint-Lambert på den södra sidan av floden.
Bron öppnades för trafik 1859, från början som en täckt bro som Robert Stephenson hade formgivit. Bron var den första fasta förbindelsen över Saint Lawrencefloden och har som sådan en historisk betydelse i Kanada. Den är fortfarande i bruk.

Från början hade bron namnet Great Victoria Bridge för att hedra drottning Victoria, och fick sedan officiellt namnet Victoria Jubilee Bridge efter att ha renoverats 1897. Namnet Victoria Bridge (Pont Victoria) återtogs 1978.